# برناردو غينر دي لوس ريوس
برناردو غينر دي لوس ريوس هو مهندس معماري وكاتب وسياسي إسباني، ولد في 31 أكتوبر 1888 في مدريد في إسبانيا، وتوفي في 22 أغسطس 1970 في مدينة مكسيكو في المكسيك. نشط حزبياً في Republican Union (Spain, 1934) ‏.

## مناصب
- انتخب Member of the Cortes republicanas  [لغات أخرى]‏ عن دائرة Jaén ‏ لترشحه ضمن قائمة Republican Union (Spain, 1934) [الإنجليزية]‏، خلال فترته النيابية ‏ (22 فبراير 1936 – 2 فبراير 1939).
- انتخب Member of the Cortes republicanas  [لغات أخرى]‏ عن دائرة Málaga (capital) ‏ خلال فترته النيابية ‏ (9 يوليو 1931 – 9 أكتوبر 1933).
- انتخب Minister of Development of Spain  [لغات أخرى]‏.
- انتخب عضو مجلس النواب الإسباني  [لغات أخرى]‏.